# Талант
 Тази статия е за дарбата.  За единицата вижте Талант (единица).  
Талант – присъщи по рождение, или някои изявени способности и умения, които се отварят с опит
Широко разпространено е мнението, че талантът е само последица от вродени, генетично обусловена характеристики на дадено лице или дар от Бога. Дългосрочните експерименти и педагогически изследвания, провеждани в СССР през 50-те и 60-те години от А. И. Мещеряков и И. А. Соколянски, довели до версията, че всеки нормален човек има заложби на всеки талант от раждането, както и че степента на тяхното развитие е напълно обусловено от образованието на човека.

## Класификация
Съвременните учени изолират определени видове талант/дарба/интелект, притежавани от хората в различна степен. В началото на 1980, Хауърд Гарднър е написал книгата „Рамки на ума.“ В тази книга, той идентифицира девет видове талант, интелект:
1. Вербална-лингвистична – Включва способността да се оперира с думи както устно (разказвачи, оратори, политици), така и писмен (поети, писатели, драматурзи, журналисти, редактори). Наложилата се в наши дни педагогическа практика изисква преди всичко развитието на този тип интелигентност. В училище се слуша, пише, чете и говори.
2. Логико-математическа – Това е способността да се оперира с числа (математици, счетоводители, статистици) и мисли рационално (учени, компютърни програмисти, логици)
3. Музикална – Тук става въпрос за способността да се възприема и оценява музиката (музикален критик), да се създава и трансформира (композитор) и да се изпълнява (изпълнител). Човек, който притежава развита музикална интелигентност, лесно запомня мелодии и е способен да ги възпроизведе. Той е възприемчив към ритъма.
4. Телесно – кинестетична – Тя включва умението да се използва тялото за самоизразяване, да се предават чувствата и емоциите чрез движения (атлет, танцьор, актьор), да се използват ръцете за трансформиране на разнообразни предмети.
5. Визуално – пространствена – Дарбата да се възприема света визуално и да се анализира тази информация (ловец, скаут, гид), а също и да се трансформира пространството (архитект, художник, изобретател, интериорен дизайнер). Хората с този тип интелигентност са възприемчиви към цветовете, формите, линиите и отношенията между обектите в пространството. Те могат графично да изразят своите идеи.
6. Интерперсонална или междуличностна – Умението да се долавят настроенията, мотивите, намеренията и чувствата на другите хора. Способността за комуникация, т.е. обмяната на информация с другите хора по вербален и невербален начин, чрез езика на жестовете, музиката и речта (продавачи, политици, управители, учители, социални работници)
7. Интраперсонална или вътреличностна – Точно усещане на самия себе си, разбиране за силните и слабите си страни, ограничаващи убежденията, мотивациите, настроенията и желанията, както и емоции. Високо ниво на самоконтрол, саморазбиране и самооценка (психолог, психиатър, философ). Този тип интелигентност се проявява чрез другите типове, определени от Гарднър.
8. Натуралистична – Натуралистите имат способността да разбират природата и да долавят закономерности; да се ориентират сред много живи организми (ботаник, ветеринар, горски), също така са чувствителни и внимателни, интересуват се от определени характеристики на обкръжаващия ги свят (метеоролог, геолог, археолог).
9. Екзистенциална – Способността и склонността да се формулират въпроси за живота, смъртта и други екзистенциални въпроси. Тя включва способността да се задават и разбират въпроси свързани със съществуването и отвъд човешката природа.
Гарднър дефинира отделния тип интелигентност като „човешка способност, която работи като отделна система в мозъка, съгласно свои собствени правила“. Тя се разглежда като потенциал, т.е. дали един човек, притежаващ определен тип интелигентност ще я развива и ползва или не, зависи само от самия него.
Според Теорията за множеството интелигентности, няма човек само с една-единствена интелигентност, а с множество от самостоятелни интелигентности, които си взаимодействат.
Всеки човек има свой стил на учене и начин на живот. За да бъде човек творец, трябва да е способен да впрегне пълният потенциал на всяка една от видовете интелигентност. Бъдещето принадлежи на тези, които умеят да ги използват.